# Georg Städeler

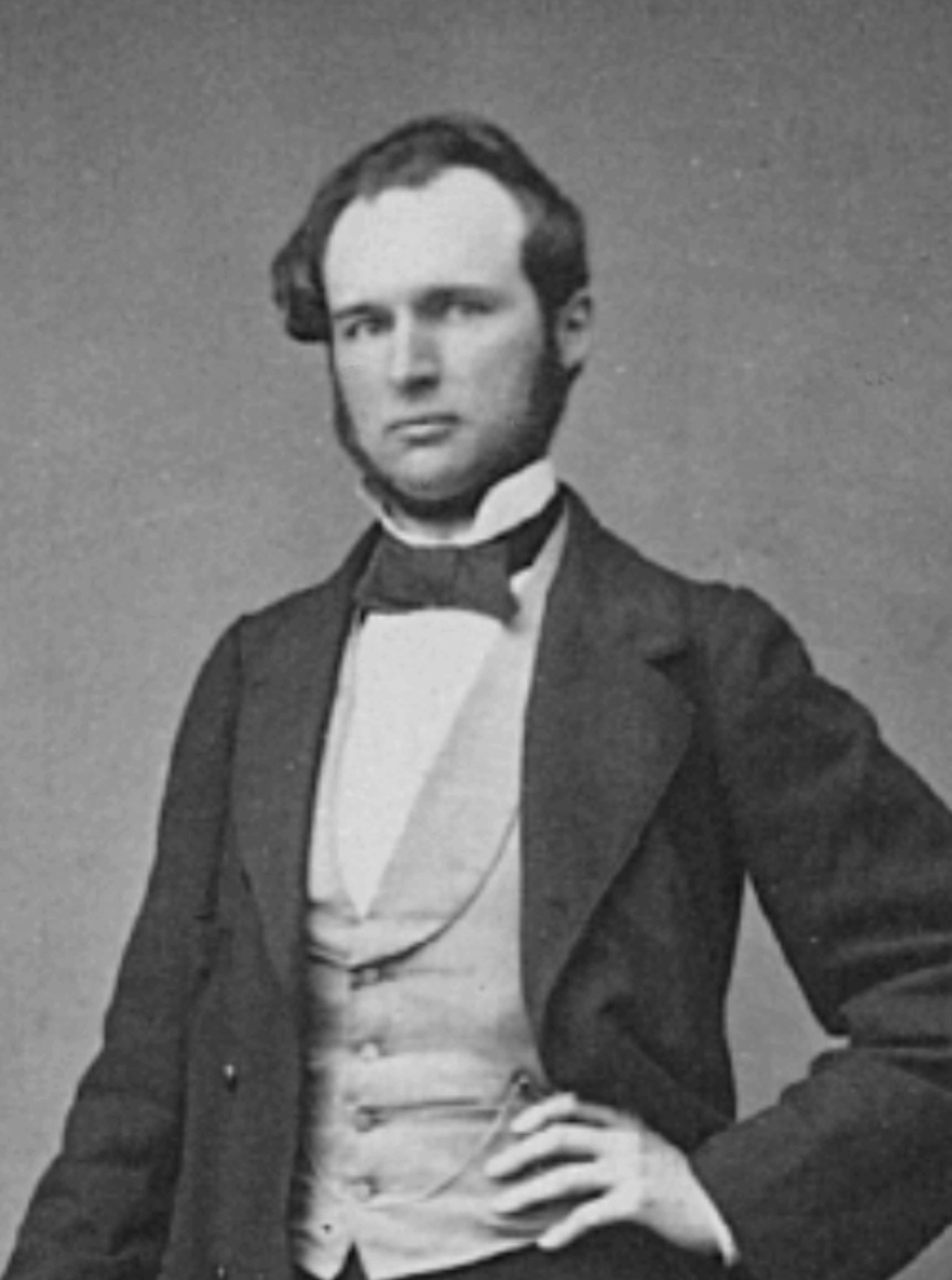
Georg Städeler am Polytechnikum Zürich

Georg Andreas Karl Städeler (* 25. März 1821 in Hannover; † 11. Januar 1871 in Hannover) war ein deutscher Chemiker und Hochschullehrer.
Georg Städeler absolvierte nach dem Schulbesuch zunächst eine Ausbildung als Apothekengehilfe. An der Universität Göttingen studierte er dann Naturwissenschaften und wurde bei Friedrich Wöhler 1846 promoviert. Er habilitierte sich um 1849 ebenfalls in Göttingen. Einem Ruf auf einen Lehrstuhl an die Universität Zürich folgte er 1853, zwei Jahre später kam eine Professur für analytische Chemie am Polytechnikum Zürich hinzu.
Krankheitsbedingt gab er seine Lehrtätigkeit 1870 auf und verstarb im Folgejahr. Er war seit 1851 Assessor und seit 1853 korrespondierendes Mitglied der Göttinger Akademie der Wissenschaften. 1856 wurde er aufgrund seiner wissenschaftlichen Verdienste mit der Ehrendoktorwürde der Universität Zürich ausgezeichnet.
Städeler untersuchte zunächst verschiedene Naturstoffe und ihre chemischen Abbauprodukte, so durch Einwirkung von Chlor. Nach der Habilitation 1849 wandte er sich stärker der physiologischen Chemie zu und untersuchte beispielsweise die Ausscheidungsprodukte im Harn, die Chemie des Tyrosins und der Gallenfarbstoffe. 1859–1860 lieferte er sich mit Rudolph Fittig einen heftigen Disput über Kondensationsprodukte des Acetons.